# ۴۲۶ (پیش از میلاد)
۴۲۶ (پیش از میلاد) ۴۲۶مین سال قبل از تقویم میلادی است.